# Кінцівка

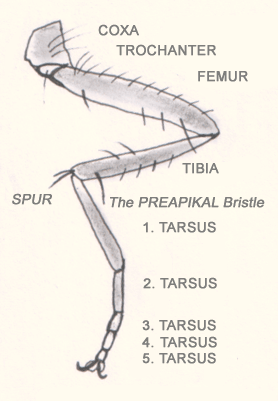
Кінцівка комахи

Кінці́вка (лат. membra) — частина тіла тварин, що слугує, як правило, органом пересування. У білатеральних тварин різних груп мають різне походження і будову.

## Кінцівки у безхребетних тварин
Прості кінцівки безхребетних — параподії багатощетинкових черв'яків. Кінцівки членистоногих сполучені з тулубом суглобами і утворюють рухомі багаточленні важелі, керовані власною мускулатурою; первинно були на кожному сегменті тіла, надалі частиною зникли, частиною перетворилися на органи з іншою функцією — щелепи, ногощелепи, дотикові придатки, копулятивні органи тощо.
Число кінцівок сильно варіює (від декількох десятків пар у багатоніжок до 4 пар ходільних ніг у більшості павукоподібних, 3 пар у комах і 2 пар у тетраподових кліщів).
Придатки тіла інших безхребетних тварин, навіть виконуючі рухову функцію (щупальця головоногих молюсків, амбулакральні ніжки і промені голкошкірих), не називаються кінцівками.

## Кінцівки у хордових
У хордових тварин кінцівки можуть бути непарними і парними. Непарні є у ланцетника, безщелепних і риб; у останніх вперше з'являються парні плавці. Кінцівки кистеперих дали початок типовим п'ятипалим переднім і заднім кінцівкам наземних хребетних тварин, які утворюють складні важелі, пристосовані для ходіння, — ноги. В ході еволюції хребетних парні кінцівки піддалися значним перетворенням: у форм, що літають, передні кінцівки перетворилися на крила (птерозаври, птахи, кажани), у тих, що повернулися до життя у воді — в ласти.
Часто кінцівки набувають додаткові функції: у кротів передні кінцівки стали органами риття, у мавп — хапання, у людини — органами універсального призначення — руками. У тварин, що застосовують при русі по суші хвилеподібні вигинання тулуба, тазовий і плечовий пояси, кінцівки редукуються, а потім зникають (безногі земноводні, деякі ящірки, змії).